# Nouvelle Matmata
Nouvelle Matmata (arabe : مطماطة الجديدة) ou Matmata Nouvelle est une ville de Tunisie située à une vingtaine de kilomètres au sud de Gabès et à une quinzaine de kilomètres au nord de Matmata.
Rattachée administrativement au gouvernorat de Gabès, elle constitue une municipalité comptant 14 257 habitants en 2022 ; elle est le chef-lieu d'une délégation portant son nom.
Située en plaine sur la route menant à Gabès, la ville est construite en 1969 pour reloger les habitants du village troglodytique de Matmata. Son développement reste limité même si un aéroport aménagé à proximité est destiné à désenclaver la région.
Cette nouvelle ville est située à l'extrémité nord du territoire de la tribu des Matmata dont la capitale se trouve au centre des montagnes.